# Матьё, Франсуа-Дезире
Франсуа-Дезире Матьё (фр. François-Désiré Mathieu; 27 мая 1839, Энвиль-о-Жар, Франция — 26 октября 1908, Лондон, Соединённое королевство Великобритании и Ирландии) — французский кардинал. Епископ Анжера с 19 января 1893 по 25 июня 1896. Архиепископ Тулузы с 25 июня 1896 по 27 ноября 1899. Камерленго Священной Коллегии Кардиналов с 27 марта 1905 по 21 февраля 1906. Кардинал-священник с 19 июня 1899, с титулом церкви Санта-Сабина с 22 июня 1899.